# Aldby Park
Aldby Park est un manoir anglais situé dans le village de Buttercrambe (en), dans le Yorkshire du Nord. C'est un bâtiment de trois étages, construit en briques et pierre de taille. Il s'agit de la demeure ancestrale de la famille Darley.

## Histoire
William Darley achète le manoir de Buttercrambe en 1557. Son fils et héritier Henry Darley est élu député de Malton en 1645. C'est le fils de Henry, Richard, qui demande à son propre fils Thomas de lui envoyer le cheval Darley Arabian d'Alep, où Thomas travaille comme commerçant. Darley Arabian devient le plus ancien ancêtre de la plupart des chevaux de course Pur-sang.
À la mort de Richard, en 1706, c'est un autre de ses fils, Henry, qui hérite de la propriété. En 1720, Darley Park passe à sa sœur Jane, tous les autres fils de Richard Darley étant morts entre-temps. Son mari John Brewster prend le nom de Brewster-Darley et fait construire le manoir actuel vers 1725. Leur petit-fils Henry meurt en 1810. Son fils Henry (1777-1846) est juge de paix et shérif du Yorkshire en 1827. Son propre fils Henry (1809-1860) et le fils de celui-ci, encore un Henry (1839-1904), exercent également le métier de juge.
Aldby Park est réquisitionné par l'armée pendant la Seconde Guerre mondiale. Le manoir est gravement endommagé durant cette période, mais il est rénové après la guerre par Mark Winn. Il lègue la propriété à son fils George tout en continuant à y résider. En 1999, elle est touchée par un grave incendie.